# Wiegersdorf
Wiegersdorf is een dorp in de Duitse landgemeente Harztor in het Landkreis Nordhausen in Thüringen. Het dorp wordt voor het eerst genoemd in een oorkonde uit 1240. Tot 2012 was het deel van de gemeente Ilfeld, in dat jaar ging die gemeente op in de landgemeente.